# Пернщейн (замък)
Замъкът Пернщейн (на чешки: Hrad Pernštejn), наричан също Мраморен замък, е средновековен замък, намиращ се над едноименно село на около 10 km югоизточно от Бистрице над Пернщейн и на 40 km северозападно от Бърно в историческата област Моравия. Мястото е средновековното седалище на баронския род Пернщейн.

## История
Замъкът е построен вероятно в средата на 13 век, в ранноготически стил. Бил е постоянното седалище на моравския род на Пернщейните и за първи път е споменат през 1286 г. Гербът на рода е глава на бик — символът е сложен над главния вход на замъка.
В началото на 15 век замъкът допълнително е укрепен със защитни системи. Появява се мощно късноготическо укрепление с нови кули, стени и бастиони. При Йохан фон Пернщейн замъкът е преустроен във великолепна резиденция в ренесансов стил. Поради дълговете си обаче Пернщейните са принудени да продадат замъка през 1596 г.
В течение на следващите столетия новите собственици не изменят съществено интериора на замъка и по такъв начин видът му като цяло съответства на състоянието му от 16 век. На 15 април 2005 г. част от покривите са унищожени в резултат на голям пожар.
Замъкът служи за снимачна площадка на много кинофилми, в това число на „Носферату — призракът на нощта“.
- Входът на замъка с герба на рода
- Дворецът и кулата на годишните времена
- Част от вътрешния двор
- Фреска в църквата на замъка